# Manza
Das Manza (auch Mandschia genannt) ist eine ubangische Sprache, die vom Volk der Mandschia in der Zentralafrikanischen Republik gesprochen wird.
Es ist eng verwandt mit der Sprache Ngbaka und kann den Sprechern dieser Sprache bis zu einem gewissen Grad auch verständlich sein. 